# Skylar Spencer
Skylar Rodrigo Spencer (Inglewood, 11 juli 1994) is een Amerikaans basketballer.

## Carrière
Spencer speelde van 2012 tot 2016 voor de San Diego State Aztecs. In de NBA draft van 2016 werd hij niet gekozen. Hij speelde zijn eerste profseizoen in Maleisië voor Kuala Lumpur Dragons. In het seizoen 2017/18 speelde hij voor de Fort Wayne Mad Ants, in februari 2018 werd zijn contract ontbonden en ging hij spelen voor de Agua Caliente Clippers. In de zomer van 2018 speelde hij voor het Venezolaanse Guaros de Lara.
Voor het seizoen 2018/19 speelde hij voor de Roemeense eersteklasser CSA Steaua București. Eind 2018 sprong een transfer naar het Turkse Sakarya BB af. In de zomer speelde hij in de NBA Summer League voor de Denver Nuggets. Hij startte het seizoen 2019/20 bij het Litouwse KK Prienai en eindigde het seizoen bij het Finse Karhu Basket. Hij speelde het seizoen 2020/21 in de Belgische competitie bij Union Mons-Hainaut. In het seizoen 2021/22 speelde hij voor BK Astana in Kazachstan.
In 2022 ging hij spelen voor het Italiaanse Pallacanestro Trieste waarna hij aan het einde van het seizoen nog speelde voor het Mexicaanse Libertadores de Querétaro. Hij keerde in december 2023 terug naar Italië en ging spelen voor Pallacanestro Varese. Aan het einde van het seizoen wisselde hij de club in voor Real Sebastiani Rieti. Hij tekende voor het seizoen 2025/26 bij de Italiaanse eersteklasser en promovendus APU Udine.